# Robert Coates (Schriftsteller)
Robert Myron Coates (* 6. April 1897 in New Haven, Connecticut; † 8. Februar 1973 in New York City) war ein amerikanischer Schriftsteller und langjähriger Kunstkritiker für den New Yorker. Von ihm stammt die Bezeichnung Abstrakter Expressionismus für die Kunstrichtung der New York School.
Als Autor fiktiver Prosa wird er der Gruppe der Lost Generation zugerechnet.
1958 wurde er in die American Academy of Arts and Letters aufgenommen.

## Werke
- The Eater of Darkness (Paris 1926; New York, 1929)
- Yesterday's Burdens (1933)
- The Bitter Season (1946)
- Wisteria Cottage (1948)
- The Farther Shore (1955)